# Jörg Kiefel
Jörg Kiefel  (* 1966 in Mülheim an der Ruhr) ist ein deutscher Bühnenbildner und Szenograf.

## Leben
Jörg Kiefel studierte Bühnen- und Filmgestaltung an der Universität für angewandte Kunst in Wien bei Axel Manthey, Klaus Zehelein, Frida Parmeggiani und Werner Schwab.
Seit 1998 ist er freischaffender Bühnenbildner. Ausstattungen u. a. am Deutschen Schauspielhaus Hamburg, Berliner Ensemble, Schauspielhaus Hannover, Münchner Kammerspiele, Staatstheater Stuttgart, Schauspielhaus Graz, Thalia Theater Hamburg, Schauspiel Essen, Schauspiel Frankfurt, Staatsschauspiel Dresden, Schauspiel Köln sowie am Burgtheater in Wien.
Zusammenarbeit u. a. mit den Regisseuren Hans Kresnik, Annette Pullen, Jan Philip Gloger, Franz Wittenbrink, Marc von Henning, Anselm Weber, Nicolas Stemann, Christina Paulhofer, Stefan Bachmann und Jonathan Meese.
Von 2005 bis 2007 war er Ausstattungsleiter unter der Leitung von Anselm Weber am Schauspiel Essen.
Seit 2015 ist Jörg Kiefel Professor für Szenografie an der Detmolder Schule für Architektur und Innenarchitektur.

## Auszeichnungen
Mit der Produktion  Die Beteiligten (Inszenierung: Stefan Bachmann) wurde Jörg Kiefel 2011 zum Theatertreffen nach Berlin eingeladen.
Er erhielt ein Förderstipendium des österreichischen Bundesministeriums für Wissenschaft und Forschung für hervorragende Leistungen.

## Bühnenbilder (Auswahl)
- 2017 Mondparsifal Apha 1-8, Bernhard Lang, Uraufführung, Wiener Festwochen, Berliner Festspiele, R: Jonathan Meese
- 2016 Die Möwe, Anton Tchechow, Theater Osnabrück, R: Annette Pullen
- 2015 Im Kopf von Bruno Schulz, Maxim Biller, Uraufführung, Schauspiel Köln, R: Christina Paulhofer
- 2014 Ein Sommernachtstraum, W. Shakespeare, Schauspielhaus Bochum, R: Christina Paulhofer
- 2013 Judith, Friedrich Hebbel, Schauspiel Köln, R: Christina Paulhofer
- 2013 Dem Weggehen zugewandt, Musiktheater nach Texten von Ilse Helbich, Musik: Manuela Kerer, Kampnagel Hamburg, Radialsystem Berlin, Festspielhaus Hellerau[2]
- 2013 Machina Recordatio, Eine Erinnerungsmaschine, Audioskulptur in Hamburg, Berlin, Dresden[3]
- 2012 Das Letzte Feuer, Dea Loher, Theater Osnabrück, R: Annette Pullen
- 2010 Die Beteiligten, Kathrin Röggla, Burgtheater Wien, R: Stefan Bachmann[4]
- 2010 Silly Old Fools, B.S. Johnson, Deutsches Schauspielhaus Hamburg, R: Marc von Henning
- 2008 Das Leben ein Traum, Pedro Calderón de la Barca, Thalia Theater Hamburg, R: Stefan Bachmann
- 2008 Arabische Nacht, Oper von Christian Jost nach einem Libretto von Roland Schimmelpfennig, Uraufführung, Kooperation Aalto-Theater/Schauspiel Essen, R: Anselm Weber
- 2005 Ambrosia, Roland Schimmelpfennig, Uraufführung, Schauspiel Essen, R: Anselm Weber
- 2004 Die Wildente, Henrik Ibsen, Schauspiel Frankfurt, R: Anselm Weber
- 2003 Die Brücke, Jaan Tätte, Uraufführung, Staatstheater Stuttgart, R: Henning Bock
- 2001 Woyzeck, Georg Büchner, schauspielhannover, R: Hans Kresnik
- 2001 Orestie, Aischylos, schauspielhannover, R: Nicolas Stemann